# (2337) Boubín
(2337) Boubín ist ein Asteroid des Hauptgürtels, der am 22. Oktober 1976 vom Schweizer Astronomen Paul Wild, vom Observatorium Zimmerwald der Universität Bern aus, entdeckt wurde.
Der Asteroid ist nach dem 1362 m hohen Berg Boubín im Böhmerwald benannt.